# Haliotis squamosa
Haliotis squamosa is een slakkensoort uit de familie van de Haliotidae. De wetenschappelijke naam van de soort is voor het eerst geldig gepubliceerd in 1826 door Gray.